# Australisch tenniskampioenschap 1963
De 51e editie van het Australische grandslamtoernooi, het Australisch tenniskampioenschap 1963, werd gehouden van 10 tot en met 19 januari 1963. Voor de vrouwen was het de 37e editie. Het toernooi werd gespeeld op de grasbanen van het Memorial Drive Tennis Centre te Adelaide.

## Belangrijkste uitslagen
Mannenenkelspel

Finale: Roy Emerson (Australië) won van Ken Fletcher (Australië) met 6-3, 6-3, 6-1
Vrouwenenkelspel

Finale: Margaret Smith (Australië) won van Jan Lehane (Australië) met 6-2, 6-2
Mannendubbelspel

Finale: Bob Hewitt (Australië) en Fred Stolle (Australië) wonnen van Ken Fletcher (Australië) en John Newcombe (Australië) met 6-2, 1-6, 6-3, 3-6, 6-3
Vrouwendubbelspel

Finale: Robyn Ebbern (Australië) en Margaret Smith (Australië) wonnen van Jan Lehane (Australië) en Lesley Turner (Australië) met 6-1, 6-3
Gemengd dubbelspel

Finale: Margaret Smith (Australië) en Ken Fletcher (Australië) wonnen van Lesley Turner (Australië) en Fred Stolle (Australië) met 7-5, 5-7, 6-4
Meisjesenkelspel

Finale: Robyn Ebbern (Australië) won van Kaye Dening (Australië) met 7-5, 6-3
Meisjesdubbelspel

Winnaressen: Patricia McClenaughan (Australië) en Gail Sherriff (Australië)
Jongensenkelspel

Winnaar: John Newcombe (Australië)
Jongensdubbelspel

Winnaars: Robert Brien (Australië) en John Cotterill (Australië)
1905 · 1906 · 1907 · 1908 · 1909 · 1910 · 1911 · 1912 · 1913 · 1914 · 1915 · 1916–1918 · 1919 · 1920 · 1921 · 1922 · 1923 · 1924 · 1925 · 1926 · 1927 · 1928 · 1929 · 1930 · 1931 · 1932 · 1933 · 1934 · 1935 · 1936 · 1937 · 1938 · 1939 · 1940 · 1941–1945 · 1946 · 1947 · 1948 · 1949 · 1950 · 1951 · 1952 · 1953 · 1954 · 1955 · 1956 · 1957 · 1958 · 1959 · 1960 · 1961 · 1962 · 1963 · 1964 · 1965 · 1966 · 1967 · 1968
↓ open tijdperk ↓
1969 (m-v-md-vd-gd) · 1970 (m-v-md-vd) · 1971 (m-v-md-vd) · 1972 (m-v-md-vd) · 1973 (m-v-md-vd) · 1974 (m-v-md-vd) · 1975 (m-v-md-vd) · 1976 (m-v-md-vd) · jan 1977 (m-v-md-vd) · dec 1977 (m-v-md-vd) · 1978 (m-v-md-vd) · 1979 (m-v-md-vd) · 1980 (m-v-md-vd) · 1981 (m-v-md-vd) · 1982 (m-v-md-vd) · 1983 (m-v-md-vd) · 1984 (m-v-md-vd) · 1985 (m-v-md-vd) · 1986 · 1987 (m-v-md-vd-gd) · 1988 (m-v-md-vd-gd) · 1989 (m-v-md-vd-gd) · 1990 (m-v-md-vd-gd) · 1991 (m-v-md-vd-gd) · 1992 (m-v-md-vd-gd) · 1993 (m-v-md-vd-gd) · 1994 (m-v-md-vd-gd) · 1995 (m-v-md-vd-gd) · 1996 (m-v-md-vd-gd) · 1997 (m-v-md-vd-gd) · 1998 (m-v-md-vd-gd) · 1999 (m-v-md-vd-gd) · 2000 (m-v-md-vd-gd) · 2001 (m-v-md-vd-gd) · 2002 (m-v-md-vd-gd) · 2003 (m-v-md-vd-gd) · 2004 (m-v-md-vd-gd) · 2005 (m-v-md-vd-gd) · 2006 (m-v-md-vd-gd) · 2007 (m-v-md-vd-gd) · 2008 (m-v-md-vd-gd) · 2009 (m-v-md-vd-gd) · 2010 (m-v-md-vd-gd) · 2011 (m-v-md-vd-gd) · 2012 (m-v-md-vd-gd) · 2013 (m-v-md-vd-gd) · 2014 (m-v-md-vd-gd) · 2015 (m-v-md-vd-gd) · 2016 (m-v-md-vd-gd) · 2017 (m-v-md-vd-gd) · 2018 (m-v-md-vd-gd) · 2019 (m-v-md-vd-gd)  · 2020 (m-v-md-vd-gd) · 2021 (m-v-md-vd-gd) · 2022 (m-v-md-vd-gd) · 2023 (m-v-md-vd-gd) · 2024 (m-v-md-vd-gd) · 2025 (m-v-md-vd-gd)
Lijst van Australian Openwinnaars